# Silvana Dameri
Silvana Dameri (Novi Ligure, 3 marzo 1952) è una politica italiana.

## Biografia
Laureata in lettere, Università di Torino, è stata una funzionaria d’azienda privata.
Nel 1990 viene eletta consigliera regionale in Piemonte con il Partito Comunista Italiano.
Deputata al Parlamento nella XIII (1996-2001) e XIV Legislatura (2001-2006), eletta prima nelle liste del Partito Democratico della Sinistra e poi in quelle dei Democratici di Sinistra. Nella XIII Legislatura è stata membro della III Commissione Affari Esteri e Comunitari, della XII Commissione Affari sociali e della VIII Commissione Ambiente, territorio e lavori pubblici, commissione di cui fece parte anche nella XIV Legislatura.
Dal 1996 al 2006 è stata membro della Commissione per le autorizzazioni a procedere in giudizio.
Negli anni ottanta membro del Comitato Centrale del Partito Comunista Italiano e della Direzione Nazionale. Ne è stata l'ultimo segretario regionale del Piemonte.